# 75996 Piekiel
75996 Piekiel este o planetă minoră (asteroid), cu un diametru de 3,732 km, din centura de asteroizi. A fost descoperită pe 26 februarie 2000 la Catalina Station⁠(d) de Catalina Sky Survey. 
Obiectul prezintă o orbită caracterizată de o semiaxă mare de 2,806949326833 UAi, o excentricitate de 0,1203006723396, o înclinație de 3,4932998307333 ° în raport cu ecliptica.